# Iglesia de San Miguel Arcángel (Kokshetau)
La Iglesia de San Miguel Arcángel (en kazajo: Михаил-Архангел ғибадатханасы, Mihail-Arhangel ğibadathanasy; en ruso: Кафедральный собор Архистратига Михаила, o Kafedral'nyy sobor Arkhistratiga Mikhaila) es una catedral ortodoxa rusa situada en Kokshetau (Kokchetav), la capital de la región de Akmola, en el norte de Kazajistán. Es un hito arquitectónico y cultural de Kokshetau. 
La estructura existente, construida en 1949, es una versión reubicada del templo del mismo nombre, situado anteriormente en el parque central de la ciudad de Kokshetau y desmantelado en 1949. Está dedicado al Arcángel Miguel y se encuentra en la calle Valijanov, 68 (antigua calle Yuzhnaya); 020000. La iglesia está construida en el estilo de la arquitectura rusa
Es un monumento arquitectónico de importancia local.

## Historia

### Fundación - finales delsigloXIX

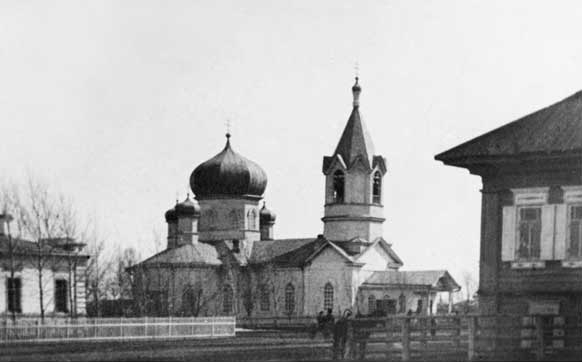
Templo de San Miguel Arcángel. 1920

La primera iglesia de madera en nombre de san  Miguel Arcángel se construyó en 1895 en el territorio del Jardín Central de la Ciudad Kokshetau.
La gente del pueblo se dirigió al obispo de Omsk y Semipalatinsk Grigory (Poletaev), que consagró la iglesia el 6 de junio de 1896
La calle que conduce a ella se conoció como Mikhailo-Arkhangelskaya (en ruso: улица Михаило-Архангельская). La administración parroquial se abrió en 1900.
En Semana Santa el clero visitóa todas las casas de los feligreses con la santa cruz, después realizó un recorrido con iconos sagrados por las casas de la parroquia

### La revolución y el cierre del templo
2 de febrero de 1918 el Consejo de Comisarios del Pueblo adoptó un decreto sobre la separación del estado y la escuela de la iglesia
5 de abril de 1923 se produjo la transferencia de la propiedad en relación con la separación de la iglesia del estado y la escuela de la iglesia, siendo el rector-sacerdote John Maslov.
En abril de 1923 se realizaron auditorías y se confeccionaron inventarios de las iglesias de San Jorge y San Miguel Arcángel, se contó el número de iconos, candelabros, campanas, vestimentas. Todo lo descrito en el recibo fue entregado a los sacerdotes y líderes de la iglesia.
En diciembre de 1937 las autoridades intentaron arrebatar a la comunidad la Iglesia del Arcángel San Miguel
El 6 de abril de 1939, en la asamblea general de la sociedad religiosa de la ciudad de Kokchetav, se decidió "transferir la iglesia de Mikhailovskaya a la disposición del Ayuntamiento con todos los bienes de la iglesia".
De 1940 a 1947, con un escenario montado en lugar del altar, la Iglesia del Arcángel Miguel fue un club de la ciudad.

### Regreso a los creyentes: desmantelamiento y traslado de la iglesia (1947-1949)

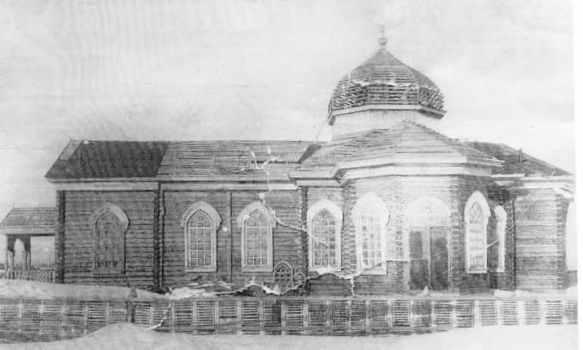
Templo del Arcángel Miguel en la calle Valikhanov después de la reubicación, 1949

En 1947, el edificio de la iglesia, cortado en troncos, fue desmantelado y trasladado a un terreno baldío a lo largo de la actual calle que lleva el nombre de Valikhanov gracias a la intervención del arzobispo Alma-Ata Nikolai (Mogilevsky), que envió un telegrama a Moscú al Consejo de la iglesia ortodoxa rusa exigiendo la devolución del templo a los creyentes
El 3 de junio de 1949, se inicioó la construcción de la Iglesia del Arcángel Miguel en un nuevo lugar. El 12 de septiembre, el edificio de la Iglesia del Arcángel Miguel, erigido en un nuevo lugar por el esfuerzo de los feligreses, fue puesto en funcionamiento. Sacerdote - Matvey Rakov.
En noviembre de 1949, consagración del templo recién construido. A pesar de un intento de las autoridades al año siguiente de rescindir el acuerdo con la comunidad y abolir la parroquia, la iglesia no se cerró. El 24 de noviembre, Alexander Igumnov fue registrado como sacerdote de la Iglesia del Arcángel Miguel. 15 de febrero de 1950: acuerdo sobre la transferencia del edificio de la iglesia a los creyentes.
A partir de mayo de 2014, sirven en la Iglesia del Arcángel Miguel: el rector de la iglesia, el arcipreste Vasily Kachankin, el arcipreste Konstantin Kopnin, el sacerdote Alexander Vasilenko, el sacerdote Andrei Savvateev, el diácono Yevgeny Shelobodin.
La parroquia cuenta con un edificio bautismal, un edificio para la escuela dominical y la prosapia, un campanario de ladrillo, un edificio residencial y un refectorio.

## Santuarios del templo
En la Catedral del Santo Arcángel Miguel hay iconos pintados en el santo Monte Athos:
- el icono de la Theotokos "la Rápida para escuchar" (pintado a finales del siglo XIX y principios del XX);[9]
- el icono de la Madre de Dios "Axion Estin" (pintado en 1911);[2]
- el icono del gran mártir Pantaleón de Nicomedia (realizado a finales del siglo XIX).[2]